# Почеп
Почеп (на гръцки: Μαργαρίτα, Маргарита, до 1926 година Πότσεφ, Поцеф или Πότσεπ, Поцеп) е село в Република Гърция, в дем Воден, област Централна Македония.

## География
Селото се намира на около 10 km северно от град Воден (Едеса), на 400 m надморска височина в склоновете на планината Нидже (Ворас).

## История
През XIX век в местността Маргарит край Почеп са се намирали развалини от предишни епохи, както и монети.

### В Османската империя
Според местни предания след убийството на Али паша Янински селото е превърнато в турски чифлик. През втората половина на XIX век Почеп е чисто българско село във Воденска каза на Османската империя. Александър Синве („Les Grecs de l’Empire Ottoman. Etude Statistique et Ethnographique“), който се основава на гръцки данни, в 1878 година пише, че в Почепи (Potchépi), Мъгленска епархия, живеят 420 гърци. В „Етнография на вилаетите Адрианопол, Монастир и Салоника“, издадена в Константинопол в 1878 година и отразяваща статистиката на населението от 1873 г., Почеп (Potcheppe) е посочено като село във Воденска каза с 41 къщи и 246 жители българи. Според статистиката на Васил Кънчов („Македония. Етнография и статистика“) в 1900 година в селото живеят 200 жители българи.
Цялото село е под върховенството на Българската екзархия. В 1904 година в Почеп е открито българско училище. По данни на секретаря на екзархията Димитър Мишев („La Macédoine et sa Population Chrétienne“) в 1905 година в Почеп (Potchep) има 208 българи екзархисти и работи българско училище.
През октомври 1910 година селото пострадва по време на обезоръжителната акция на младотурците. На 24 октомври войска окупира селото и Тръпче Попниколов, кметът Петре Чичов, Христо Божинов, Атанас Згудев, Петре Гоцев Карфиев, Яно Думов, Георги Търпенов са бити жестоко със сопи. След това всички мъже над 15 години са изведени извън селото и накарани цяла нощ (11 часа) да стоят на един крак.

### В Гърция
През Балканската война в селото влизат гръцки войски и след Междусъюзическата Почеп остава в Гърция. Боривое Милоевич пише в 1921 година („Южна Македония“), че Почеп има 30 къщи славяни християни.
В 1924 година в селото са заселени 26 гърци бежанци. В 1926 година селото е прекръстено на Маргарита. В 1928 година Почеп е представено като смесено местно-бежанско с 6 бежански семейства и 20 души бежанци. По-късно бежанците напускат селото и в 1940 година остават само местни жители.
През Втората световна война в селото е установена българска общинска власт.
Селото пострадва в Гражданската война. Част от жителите му загиват, а част се изселват в Югославия. В зимата на 1947 година жителите му са преселени от властите във Воден.
| Година    | 1913 | 1920 | 1928 | 1940 | 1951 | 1961 | 1971 | 1981 | 1991 | 2001 | 2011 | 2021 |
| --------- | ---- | ---- | ---- | ---- | ---- | ---- | ---- | ---- | ---- | ---- | ---- | ---- |
| Население | 148  | 177  | 245  | 217  | 183  | 222  | 226  | 229  | 228  | 209  | 157  | 136  |

## Личности
Родени в Почеп
- Димитри Бегленче (1925 - 21 март 1949), гръцки комунист, войник на ДАГ, загинал край село Димари, Епир[13]

Починали в Почеп
- Душков, български революционер, пристигнал във Воденско начело на чета през ноември 1906 година, загинал в сражение край Почеп на 3 декември 1906[14]
- Мария Джолева (по баща Бойчева), андартска деятелка